# Albertia typhlina
Albertia typhlina är en hjuldjursart som beskrevs av Harry K. Harring och Myers 1928. Albertia typhlina ingår i släktet Albertia och familjen Dicranophoridae. Inga underarter finns listade i Catalogue of Life.